# マイク・ウィーバー
マイク・ウィーバー（Mike Weaver、1952年7月7日 - ）は、アメリカ合衆国のプロボクサー。テキサス州ゲイツヴィル出身。元WBA世界ヘビー級王者。

## 来歴
- 1972年9月14日、プロデビュー[1]。
- 1979年1月18日、USBA全米ヘビー級王座を獲得。
- 1979年6月22日、ラリー・ホームズの持つWBC世界ヘビー級王座に挑戦するが、12ラウンドTKO負け。
- 1980年3月31日、ジョン・テートを15ラウンドKOで破り、WBA世界ヘビー級王座を獲得。2度防衛。
- 1982年12月10日、マイケル・ドークスに1ラウンドTKO負けし、王座から陥落。
- 1983年5月20日、ドークスとWBA世界ヘビー級タイトルマッチで再戦するが、引き分けに終わる。
- 1985年6月15日、ピンクロン・トーマスの持つWBC世界ヘビー級王座に挑戦するが、8ラウンドTKO負け。
- 2000年、引退。

## 獲得タイトル
- USBA全米ヘビー級王座
- WBA世界ヘビー級王座